# Trypanosyllis sanmartini
Trypanosyllis sanmartini är en ringmaskart som beskrevs av Çinar 2007. Trypanosyllis sanmartini ingår i släktet Trypanosyllis och familjen Syllidae. Inga underarter finns listade i Catalogue of Life.